# Бьелайски-Ваганац
Бьелайски-Ваганац (серб. Бјелајски Ваганац, хорв. Bjelajski-Vaganac) — село, расположенное в Боснии и Герцеговине (Федерация Боснии и Герцеговины, Унско-Санский кантон, община Босански-Петровац).

## Географическое положение
Бьелайски-Ваганац расположен на невысоком холме (40 м) между Меденым и Бьелайским полями. К северу от села идёт дорога Петровац—Бихач, к югу располагается деревня Цимеше. В окрестностях располагается множество холмов и гор: Осое, Кривокуче, Вуйновица, Корита, Шуйин-Врх, Метла, Крушковац, Вршеляк и Тавани. Также расположены множество долин: некоторые из них пригодны для ведения сельского хозяйства, а в некоторых прорастает столько мха и лишайника, что они могут использоваться исключительно как пастбища. Есть большие леса.

## Снабжение водой
Село делится на три части: Ваганац (Медено-поле), Векичи (Бьелайско-Поле) и Язбине (часть Бьелайско-поля). Именно эта часть подходит для ведения сельского хозяйства лучше всего. Постоянного источника питьевой воды в деревне нет, поэтому для крупного рогатого скота специально копаются пруды, а для людей выкапываются колодцы из тёсаного камня без бетонирования. Вода, очищенная под землёй, поступает в колодец и может использоваться людьми. Дно колодца покрыто глиной, чтобы вода не утекала. В домах также строятся бетонные колодцы, заполняющиеся дождевой водой.
Водопровод был проложен после войны: Ваганац включён в систему водоснабжения Петроваца, а Векичи и Язбине — в систему из Бьелаи.

## Население
По данным переписи 1991 года, население села составлял 141 человек: все по национальности были сербами.

## Хозяйство
Село является очень бедным: основным видом деятельности является животноводство по причине недостатка воды и плодородных пахотных земель. Скромные природные условия ограничивают возможности развития села. В Бьелайски-Ваганаце нет ни школы, ни церкви, ни рынка, ни асфальтированной дороги, но при этом в 1964 году в село провели электричество.